# Cardiorhinus quadrivittatus
Cardiorhinus quadrivittatus là một loài bọ cánh cứng trong họ Elateridae. Loài này được Golbach miêu tả khoa học năm 1979.